# Oltina (localidad)
Oltina es una localidad rumana, capital de la comuna homónima, en el condado de Constanța.

## Geografía
La localidad está ubicada en la orilla este del lago Oltina.

## Historia
Hacia comienzos del siglo XX la localidad, que ya por entonces pertenecía a la comuna homónima, de la cual era capital, tenía contabilizada una población de 1143 habitantes, con un total de 282 casas.
En la segunda mitad del siglo XX la localidad seguía formando parte de la comuna homónima, que había incorporado otras localidades. En el censo de 2021 la localidad tenía una población de 1532 habitantes.